# Rajabhat-Universität Chiang Mai
Die Rajabhat-Universität Chiang Mai (thailändisch มหาวิทยาลัยราชภัฏเชียงใหม่, kurz: CMRU) ist eine Universität im Rajabhat-System in Chiang Mai, Nordthailand, an der etwa 10.000 Studenten eingeschrieben sind (Stand: 2010).

## Geschichte
Die Chiang Mai Rajabhat Universität wurde 1924 als Lehrerkolleg gegründet, die in der Landwirtschaft tätig waren. 1948 wurde die Einrichtung als allgemeines Chiang Mai Lehrerkolleg, das verschiedene Ausbildungsgänge anbot und seit 1956 waren auch weibliche Studenten zum Studium zugelassen.
Am 14. Februar 1992 erteilte König Bhumibol Adulyadej allen 36 Lehrerkollegs des Landes den Namen "Rajabhat-Institut" – unter ihnen auch dem Chiang Mai Lehrerkolleg –, die alle mit Wirkung vom 15. Juni 2004 zu Universitäten heraufgestuft worden sind.
Gegenwärtig (Stand: 2012) ist Ruangdet Wongla Präsident der Chiang Mai Rajabhat Universität.

## Lage
Die Universität befindet sich im Zentrum von Chiang Mai an der Chang-Puek-Straße.

## Hochschulgelände
Es gibt vier Hochschulgelände, davon drei außerhalb der Stadt Chiang Mai.
Das Hauptgelände Wieng Boa ist in Chiang Mai. Daneben gibt es zwei Areale in Amphoe Mae Rim, nämlich
- Mae Sa (für Management-Wissenschaft; etwa 10 Kilometer von Chiang Mai entfernt) und
- Sa Luang als Landwirtschaftszentrum (etwa 27 Kilometer von Chiang Mai)

sowie ein Gelände in Mae Hong Son, das pädagogische Aufgaben übernimmt.

## Studiengänge und Einrichtungen
Es gibt fünf Fakultäten und eine seit 1995 betriebene Graduiertenschule.
Die Fakultäten decken ab
- Pädagogik
- Geistes- und Sozialwissenschaft
- Naturwissenschaften und Technologie
- Management-Wissenschaft
- Agrartechnik